# كوخي
گوندێ كوخيkokhi(بالكردية: كوخيێ‏) گوندێ كوخیێ دكه فيته كوبيتکا چیایێ شه مكان ده ڤه را قسروكى پارێزگه ها دهوك هه رێما كوردستانا عيراقێ
```
هي قرية جبلية في 
اقليم كردستان العراق
 ضمن 
محافظة دهوك
، قضاء الشيخان (
عين سفني
) شمال كردستان العراق، وقد تعرضت هذه القرية للقصف والتدمير من قبل النظام العراقي السابق.
[
1
]
(گوندى كوخيێ دكه فيته ده ڤه را( شه مكان) نافبه را ناحيا قسروكێ ۆ ناحيا اتريش )( تقع قرية كوخي في منطقة شمكان بين قضاء قصروك وقضاء أتريش)
```

Hogir shakir arif

## زۆربەی خەڵکی گوندەکە ئاوارە بوون و کۆچیان کرد بۆ ناوەندی ناحیەی قسروك
.

### خانى/ ئافاهى
زوربه ى خه لكى گوندى ل گوندى نه ماينه نۆکه ئاكنجى ناحيا قسروكى نه دهوك ده فه را شيخان
أغلب منازلهم تبنى من الجص والحجر و أيضاً يستخدم الطين للعزل الحراري، والسقوف تغطى بخشب الأشجار وتكسى بالطين.

## الطقس
حالة الطقس في منطقة الشيخان صيفاً لا تتجاوز درجات الحرارة 46 درجة سيليزية، الشتاء بارد نسبياً بسبب سلاسل الجبلية الممتدة شمال العراق ولا تقل درجة حرارة المنطقة دون 5 درجة سيليزية.

## صور

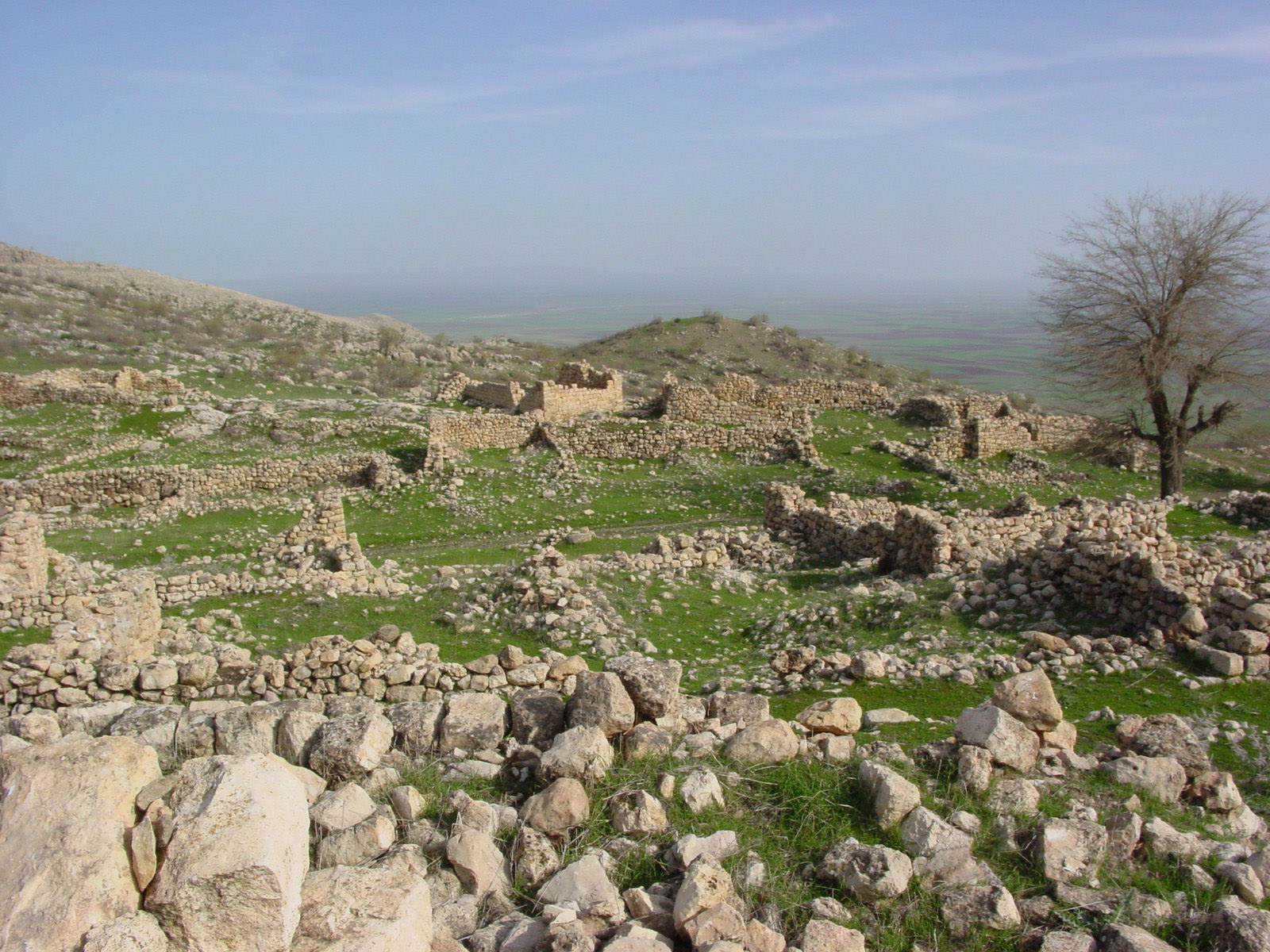
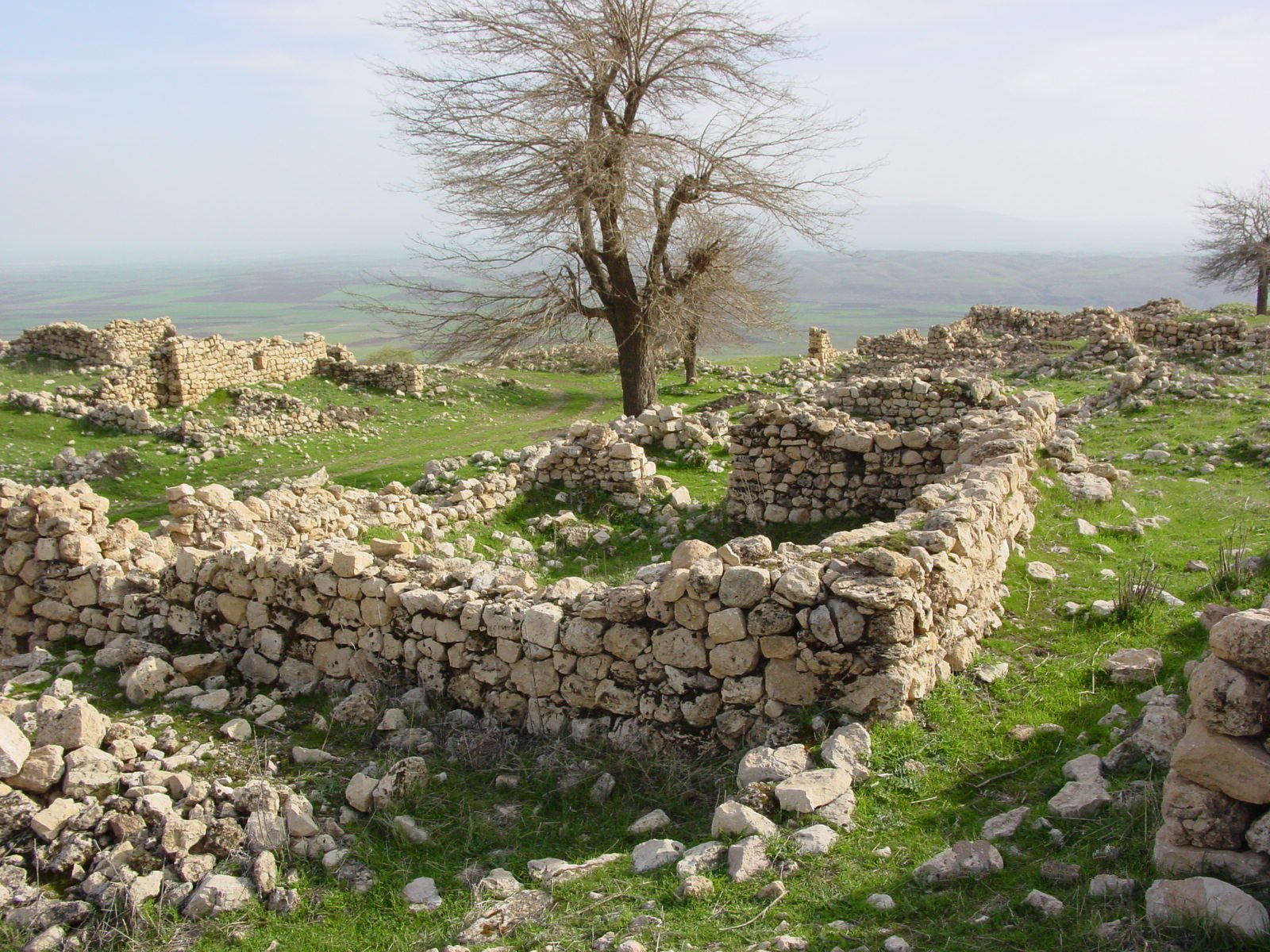
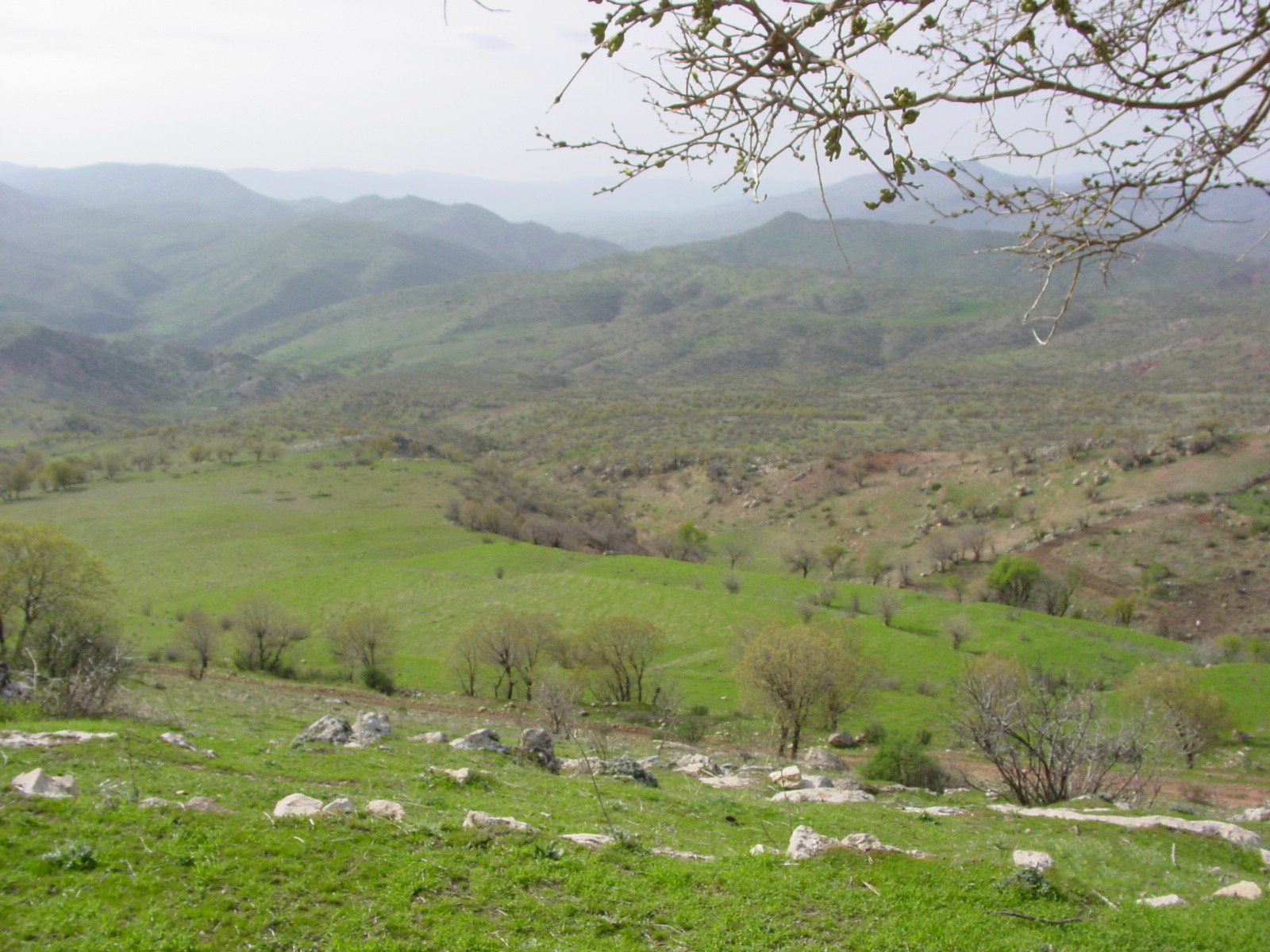
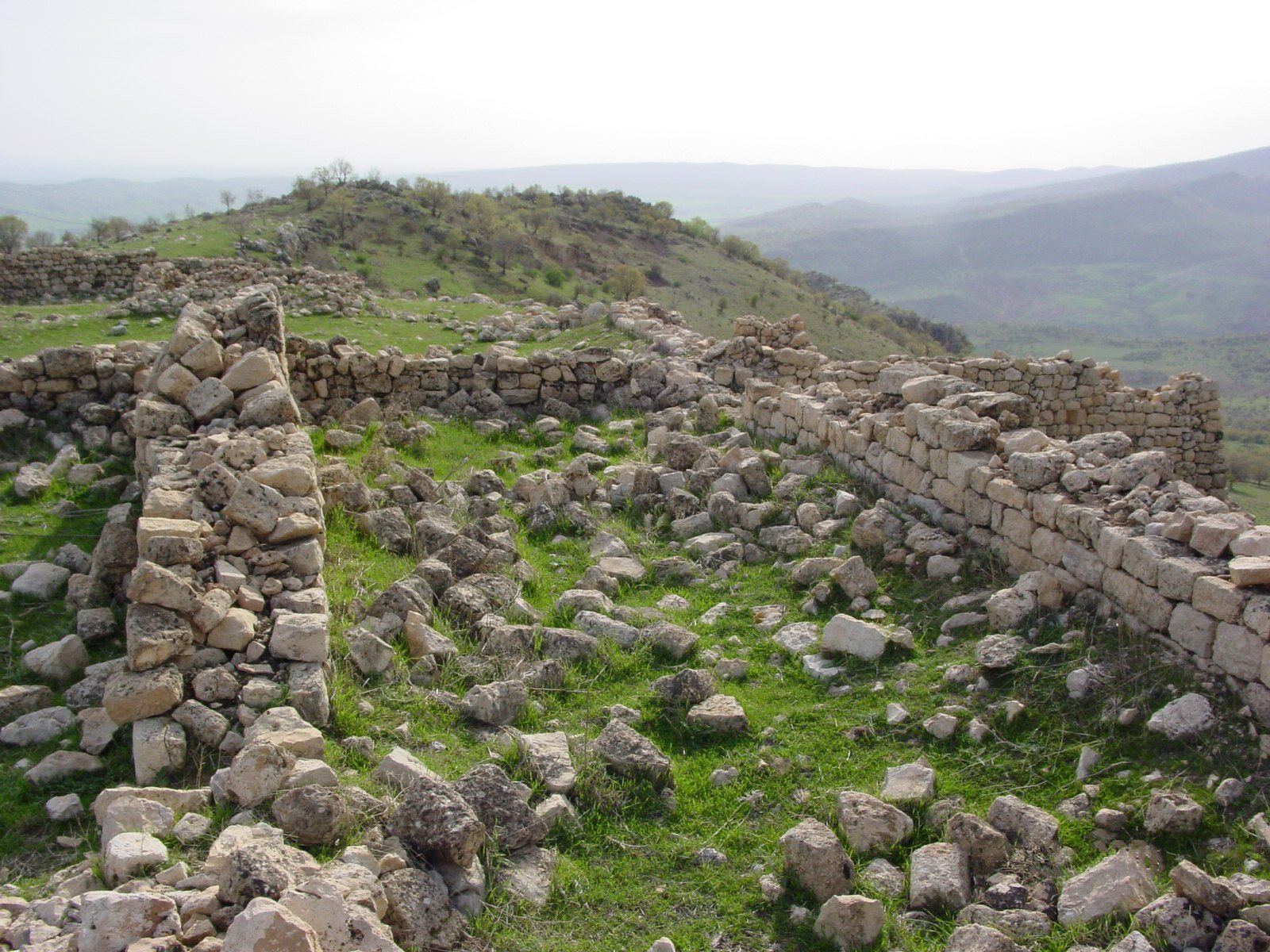
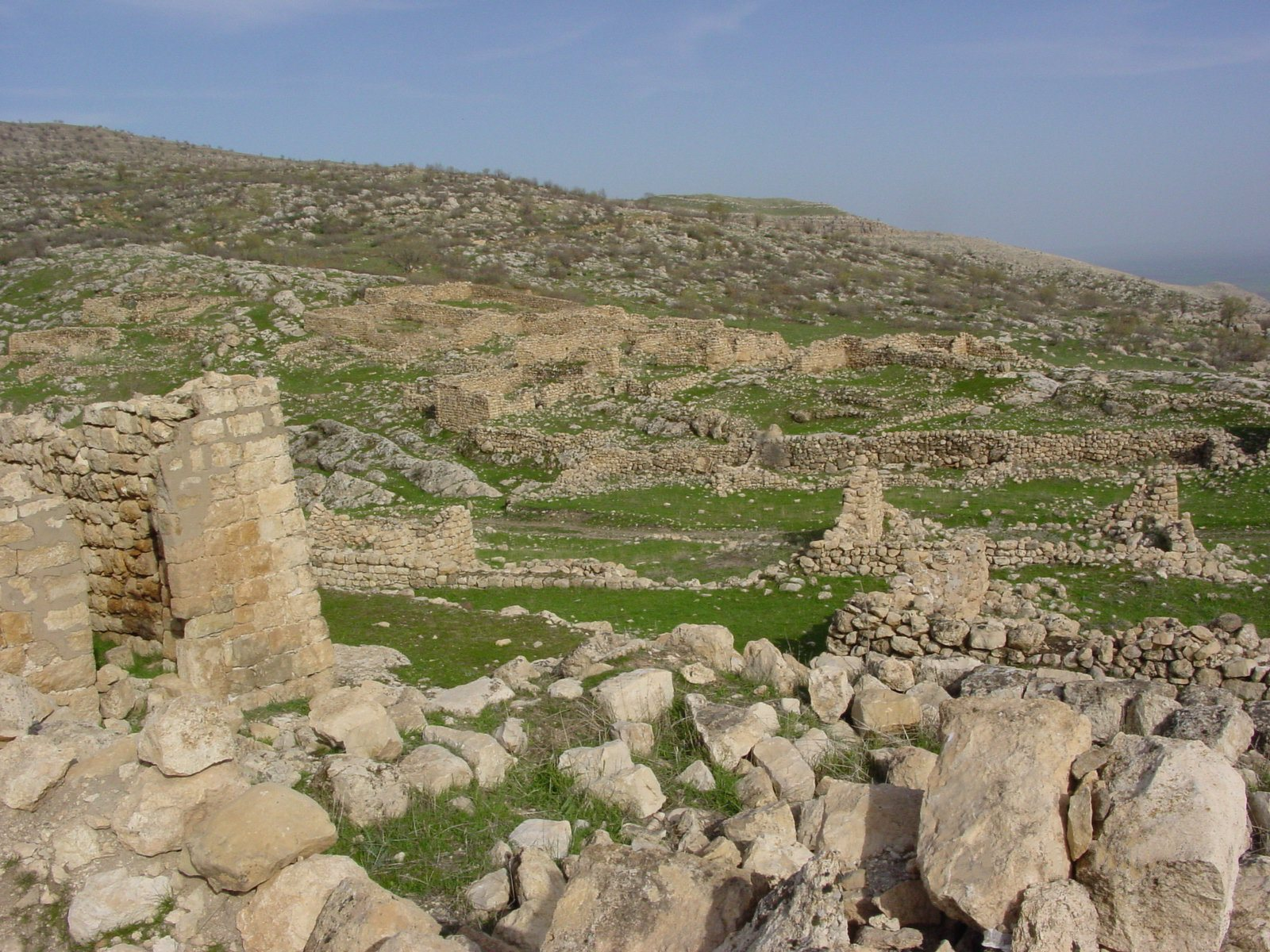
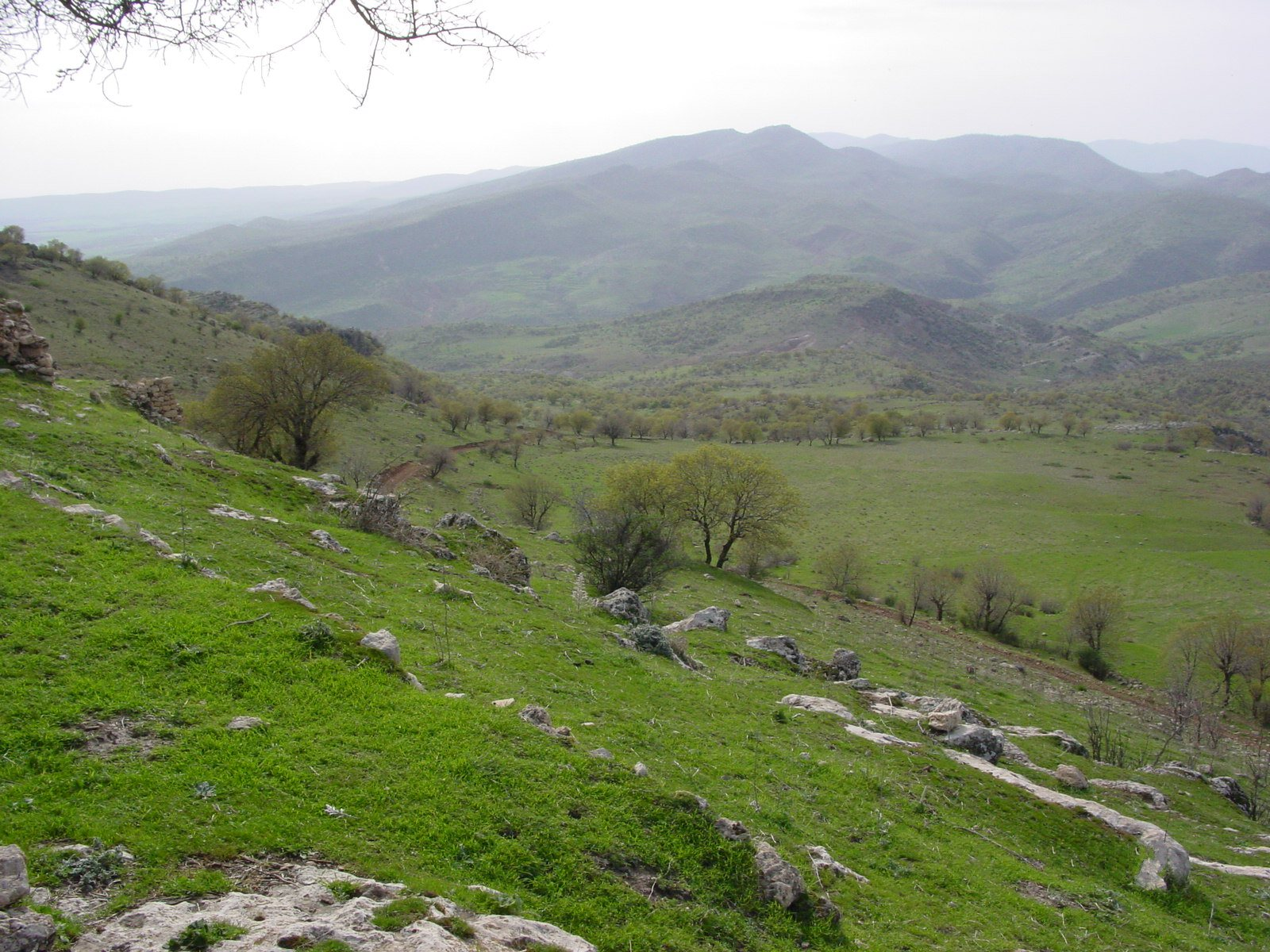

## مقالات ذات صلة
- قضاء الشيخان
- عين سفني
- دهوك